# Wilhelmina Maria van Denemarken

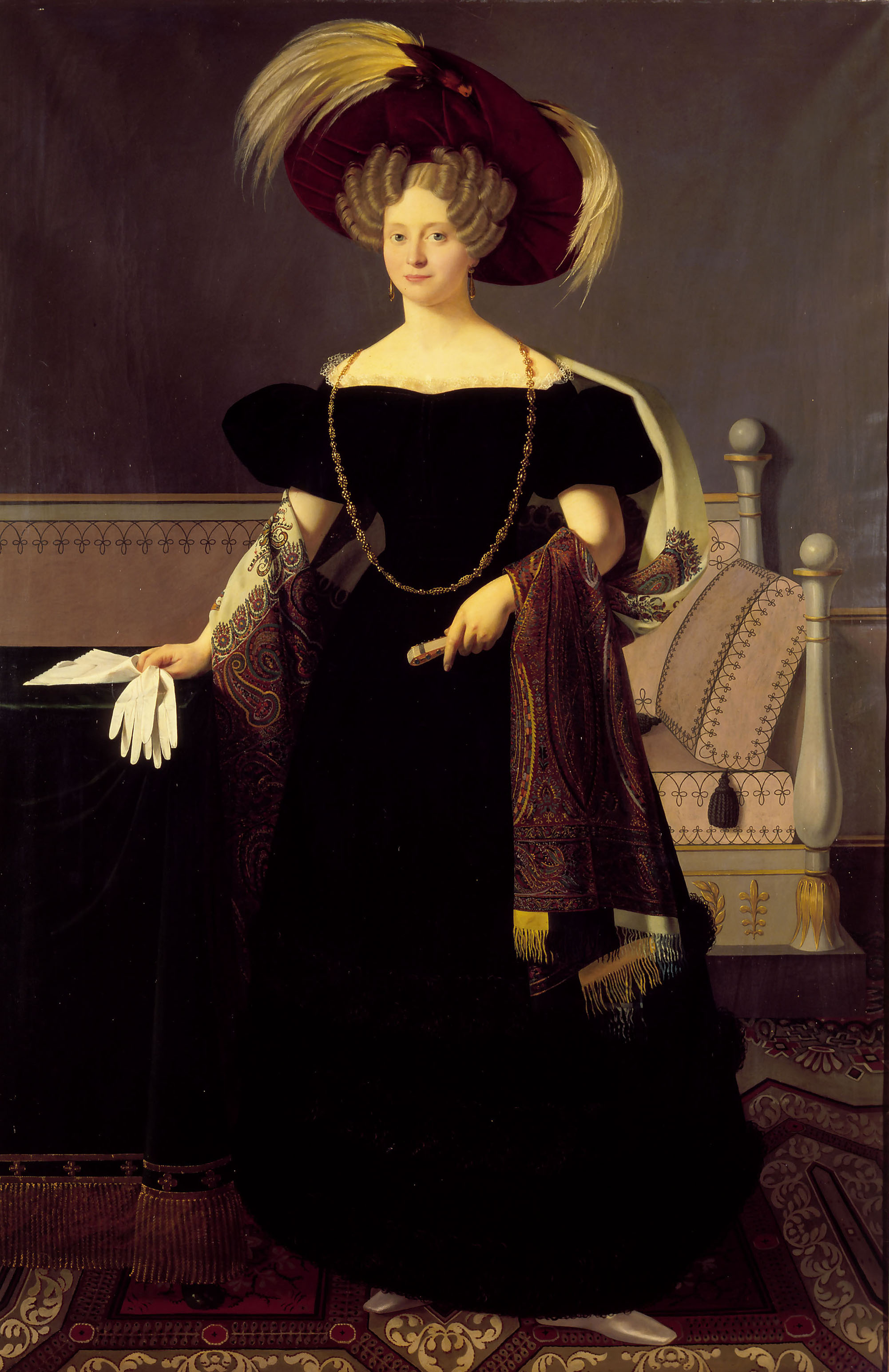
Wilhelmina Maria van Denemarken.

Wilhelmina Maria van Denemarken (Kiel, 18 januari 1808 - Glücksburg, 30 mei 1891) was van 1838 tot 1878 hertogin van Sleeswijk-Holstein-Sonderburg-Glücksburg. Ze behoorde tot het huis Oldenburg.

## Levensloop
Wilhelmina werd geboren als de jongste dochter van koning Frederik VI van Denemarken en diens echtgenote Maria, dochter van landgraaf Karel van Hessen-Kassel.
Op twintigjarige leeftijd huwde ze op 1 november 1828 in de Slotkerk van Christiansborg in Kopenhagen met haar neef, de latere koning Frederik VII van Denemarken (1808-1863). Door dit huwelijk werden de twee linies van het Deense koningshuis met elkaar verenigd, die sinds 1814 een koele verhouding met elkaar hadden. Het huwelijk werd door de bevolking met grote begeestering begroet en gevierd. Deze begeestering hield nog maanden aan en spiegelde zich weer in gedichten, verhalen en feesten.
Het huwelijk bleek al snel zeer ongelukkig. Vooral het losbandige leven van Frederik zorgde ervoor dat het echtpaar in 1834 uit elkaar ging. Op 4 september 1837 werd de formele echtscheiding uitgesproken.
Op 19 mei 1838 huwde Wilhelmina met haar neef, hertog Karel van Sleeswijk-Holstein-Sonderburg-Glücksburg (1813-1878), die vijf jaar jonger was dan zij. Karel was de oudere broer van de latere koning Christiaan IX van Denemarken, die in 1863 Frederik VII opvolgde. In 1848 streed Karel als brigadechef aan de zijde van Sleeswijk-Holstein mee in de Eerste Duits-Deense Oorlog tegen Denemarken, wat tot een breuk tussen Wilhelmina en de koninklijke familie leidde. In de zomer van 1848 beëindigde Karel zijn militaire dienst, waarna het echtpaar tot in 1852 in Dresden woonde. In hetzelfde jaar kwam het tot een verzoening tussen Wilhelmina en haar Deense verwanten. Vanaf dan verbleven Wilhelmina en Karel voornamelijk in het Slot van Kiel en in het Slot Louisenlund in Güby, in het bijzonder na de troonsbestijging van Karels broer Christiaan IX in Denemarken. In 1864 werd het hertogdom Sleeswijk-Holstein-Sonderburg-Glücksburg Pruisisch grondgebied, waardoor Karel vanaf dan enkel titelvoerend hertog was. Het echtpaar trok zich vervolgens terug op het Slot van Glücksburg, waar Karel in oktober 1878 stierf. Wilhelmina zelf stierf dertien jaar later, in 1891, op 83-jarige leeftijd. Ze werd aan de zijde van Karel bijgezet in het Hertogelijke Mausoleum op de stedelijke begraafplaats van Glücksburg.
De beide huwelijken van Wilhelmina waren kinderloos gebleven.